# Phalloniscus occidentalis
Phalloniscus occidentalis is een pissebed uit de familie Dubioniscidae. De wetenschappelijke naam van de soort is voor het eerst geldig gepubliceerd in 1977 door Albert Vandel.